# Szeifert Natália
Szeifert Natália (Zirc, 1979. június 25. –) Mészöly Miklós-díjas magyar író, szerkesztő.

## Életpályája
2005 óta publikál irodalmi és művészeti lapokban, elsősorban prózát ír. 2016 óta szervezi minden évben a Posztolj verset az utcára! elnevezésű megmozdulást a magyar költészet napján. 2020 óta vezeti az oNline Szövegműhely nevű irodalmi műhelyét. 2023 januárjától a SiópArt folyóirat prózaszerkesztője.

## Művei
- Láz (kisregény, 2012) Könyvműhely Kiadó
- Az altató szerekről (regény, 2017) Pesti Kalligram
- Mi van veletek, semmi? (regény, 2019) Pesti Kalligram
- Örökpanoráma (regény, 2022) Pesti Kalligram

## Antológiák
- Körkép 2013, Magvető kiadó, 2013 (Király Levente szerk.)
- Körkép 2015, Magvető kiadó, 2015 (Király Levente szerk.)
- Alibi hat hónapra – Véletlen. Hamu és Gyémánt Kft., 2019
- Nem kötelező – Kortársak és kimaradók – Szöveggyűjtemény középiskolásoknak / Remélem, semmi. Corvina, 2020 (Király Levente szerk.)
- Az utolsó indiánkönyv / Fehérember játékai. PIM, 2021 (Gyukics Gábor, Jász Attila, Wirth Imre szerk.)
- ŠVEJK 100 / Fennforgás. Hévíz folyóirat&Cser kiadó, 2021 (Cserna-Szabó András, Fehér Renátó szerk.)
- Stay Brutal! – 21 metáldal, 21 írás a metálról / Az album közepe. Helikon Kiadó, 2023 (Cserna-Szabó András szerk.)
- Pontban este hatkor - Telextárcák / Simítás. 2023, Van Másik Zrt. (Haász János szerk.)
- Körkép 2024 / Csak látogatóba jöttem. Magvető kiadó, 2024 (Szegő János szerk.)

## Díjai
- 2009 – Palócföld novellapályázat, különdíj
- 2012 – Élet és Irodalom tárcanovella-pályázat, I. kat. különdíj
- 2015 – a Mozgó Világ folyóirat nívódíja próza kategóriában
- 2022 – Pannon Tükör-díj
- 2023 – Mészöly Miklós-díj